# 米可，GO！
《米可，GO！》（ 英語： Mico, Go!）是三群製作事業有限公司製作、公共電視台監製的台灣電視劇，是一部愛與希望的故事。描述一位少女意外中失明，導盲犬「米可」帶給這位少女希望的曙光與前進的勇氣。本劇改編的電視劇本由鄭芬芬編寫，台視文化公司發行，由夏霏改寫成劇本小說。

## 播出時間
- 公視（臺灣）：
  - 首播：2006年4月19日—2006年5月16日，每周一至五20時~21時，每周一至五12時~13時，每周一至五0時~1時。
  - 第二次重播：2007年8月17日—2007年9月13日，每周一至五13時~14時。
- 三立都會台（臺灣）：
  - 再播：2007年1月1日—2007年1月26日，每周一至五20時~21時，每周二至六0時~1時，每周一至五13時~14時。
  - 第二次重播：2008年3月18日—2008年4月16日，每周一至五20時~21時，每周二至六0時~1時，每周一至五13時~14時。
- 城市電視（溫哥華、多倫多）：
  - 再播：2007年7月6日—2007年8月2日，每周一至五溫哥華16時~16時55分，多倫多19時~19時55分。
  - 重播：2007年7月6日—2007年8月2日，每周一至五溫哥華22時30分~23時30分，多倫多1時30分~2時30分。
- 宏觀電視（臺灣）：
  - 再播：2008年3月6日—2008年4月2日，每周一至五17時~18時，每周二至六2時~3時
- 星空卫视（香港＆中國大陸）：
  - 首播2006年9月28日，《亚洲风剧场》——每日3集联播，19：00开播
  - 再播2008年6月30日，《星空缘分剧场》——每日1集，凌晨3：00开播，13：30重播
- CCTV-8中国中央电视台（中国大陆）：
  - 首播2008年9月28日，《青春劇院》——每日2集連播，17：00開播至19：00（無重播時間）
- CCTV-1中国中央电视台（中国大陆）
  - 首播2009年1月1日,12:30分每日1集播出
- KSCI（美國）：
  - 首播2007年9月12日—2007年10月2日,每週一至週五12時播出。

## 故事簡介
少萱正趕往約定好與石原的約會，經過馬路時，發生一場車禍，從此失去了光明。家人為了少萱的生活，經過獸醫楊立彬（梁修治飾）建議，到導盲犬訓練中心認識了武一（汪建民飾），為少萱安排導盲犬米可訓練適應家庭生活，寄養在石原小姑家，意外被貓咬傷，不禁使武一擔心起米可，以後是否對貓有恐懼症。自從米可加入少萱的家庭，就開始擔任起少萱的守護神，卻也接二連三發生令少萱不能接受的事實。少萱認識明魯之後，明魯喜歡聽母親拉大提琴的琴聲，回想起母親拉大提琴的身影，少萱為了安撫明魯，就糊塗地答應明魯：「我回去學拉大提琴，下次來就拉給你聽」。少萱就向少芹音樂老師（梁家榕飾）求教，但死神正逐漸走向明魯，少萱從明魯父親得知明魯患有心肌病變，少萱知道能陪在明魯身邊時間已剩不多，卻遭韋姍三番兩次考驗著，少萱一度鬧憋扭地想放棄學大提琴......。

## 人物

### 主演
| 演員       | 角色         | 簡介 |
| 莫子儀     | 石原（石頭） | 與少萱是同班同學。邀約少萱教他直排輪，因為少萱的失明而自責，遇見少萱後，就謊稱說是石原的朋友，與石原同姓，綽號稱「石頭」。                                         |
| 李佳穎     | 黃少萱       | 與姊姊少芹是一對同母異父的姊妹。在趕往約會途中，遭受車禍而失明，又因明魯的影響，選擇大提琴作為她人生前進的目標。                                                   |
| 阿布、弟弟 | 米可         | 擔任少萱的導盲犬外，也是少萱生活的好幫手。個性溫馴，穩定度高，是屬於黃金獵犬。                                                                                     |
| 蔡裴琳     | 黃少芹       | 是少萱的姊姊，是音樂系學生，專攻鋼琴。後來李敏亮的示好，逐漸與李敏亮成為好友。                                                                                     |
| 梁家榕     | 韋姍         | 是音樂系教授，也是少萱的大提琴指導老師。性格外冷內熱，但是對音樂是認真看待，嚴格要求。                                                                             |
| 孫興       | 黃一峰       | 是少萱的生父，也是攝影喜愛人士。離婚後的他，仍不時有空來看看少萱的生活。                                                                                           |
| 朱陸豪     | 黃明         | 是少萱的繼父，少芹的生父。 |
| 柯淑勤     | 林月美       | 是少萱、少芹的母親。先前與黃明結婚後來離婚又與黃一峰結婚又離婚，後來又嫁給黃明之後不久，少萱發生了意外。                                                           |
| 相博濤     | 楊明魯       | 是楊立彬的兒子，也是唯一的孩子，與少萱是好友。少萱與明魯相處時發現，明魯情緒起伏會發生呼吸困難，從楊醫生口中得知明魯有心肌變病，期望能再次聽見母親拉大提琴的聲音。 |
| 梁修治     | 楊立彬       | 是米可的醫生，也是明魯的父親，與少萱一家人是好友。 |
| 唐志中     | 李敏亮       | 是少芹的大學同班同學，也是少芹的好友。 |

### 特別演出
| 演員   | 角色     | 備註       |
| 蔡燦得 | 石雅     | 石原小姑   |
| 林鴻翔 | 楊孟哲   | 石原小姑丈 |
| 梁修身 | 石原之父 |            |
| 李烈   | 石原之母 |            |
| 陳智楷 | 小阿南   |            |
| 洪顥瑄 | 顧子雅   |            |
| 汪建民 | 陳武一   |            |
| 陳建州 | 彼得     |            |
| 王琄   | 樂團指揮 |            |
| 李至正 | 田宇明   |            |

## 音樂

### 片頭曲
- 歌名：櫻花草
- 主唱：Sweety

### 片尾曲
- 歌名：眼睛
- 主唱：梁正群

## 入圍獎項
本劇入圍「95年度電視金鐘獎」以下獎項：

| 年份 | 獎項                 | 獲提名者 | 結果 |
| ---- | -------------------- | -------- | ---- |
| 2006 | 戲劇節目最佳女主角獎 | 李佳穎   | 提名 |
| 2006 | 戲劇節目編劇獎       | 鄭芬芬   | 提名 |

## 外部連結
- 互联网电影数据库（IMDb）上《米可，GO！》的资料（英文）

| 公共電視台 星期一到五09:00~10:56 | 公共電視台 星期一到五09:00~10:56       | 公共電視台 星期一到五09:00~10:56 |
| -------------------------------- | -------------------------------------- | -------------------------------- |
|                                  | 米可，GO！ （2012.09.07 - 2012.09.20） |                                  |
| 你是春風我是雨 （ - 2012.9.06）  | 我在墾丁*天氣晴 （2012.09.21）         |                                  |

| 公共電視台 星期一到五20:00~21:00   | 公共電視台 星期一到五20:00~21:00         | 公共電視台 星期一到五20:00~21:00 |
| ---------------------------------- | ---------------------------------------- | -------------------------------- |
|                                    | 米可，GO！ （2006.4.19 - 2006.5.16）     |                                  |
| 美麗人生 （2006.3.31 - 2006.4.18） | 一江春水向東流 （2006.5.17 - 2006.6.23） |                                  |